# David Mancuso
David Mancuso, noto anche come Dave Mancuso (Utica, 20 ottobre 1944 – Manhattan, 14 novembre 2016), è stato un disc jockey statunitense.
È considerato uno dei pionieri della disco music, tra i primi deejay della storia e precursore della "cultura underground".
Mancuso fu l'ideatore e creatore del "The Loft" di New York: un loft trasformato nel primo vero club di culto, che segnò l'epoca della disco music degli albori.

## The Loft
L'appartamento era quello in cui risiedeva lo stesso Mancuso, e si trovava nel quartiere di Chelsea, all'angolo tra Broadway e Bleecker Street. Il "The Loft" era ampio inizialmente circa 220 m², con il soffitto alto poco più di 4 metri, ed il pavimento in legno; successivamente lo spazio venne ampliato, permettendo la presenza di circa 300 persone.
Si trattava di feste esclusivamente ad invito per circa 200 persone delle più svariate estrazioni sociali, etniche e culturali, frequentate dai primi dj della storia come Larry Levan, Frankie Knuckles, David Morales, François Kevorkian, Nicky Siano, Tony Humphries. La selezione degli invitati era estremamente rigorosa, ma includeva artisti di ogni tipo, stretti amici di Mancuso, fino a galleristi e uomini d'affari.
Tutto veniva curato nei massimi dettagli: dalla precisa posizione degli altoparlanti Klipschorn, fino alle testine artigianali giapponesi Koetsu . Il sound system del "The Loft" è considerato uno tra i migliori di sempre: fu innovativo, incentrato sull'estrema potenza dei bassi, su ispirazione del dub giamaicano. Il posizionamento pionieristico dei diffusori Klipschorn e dei gruppi di tweeters JBL rappresenterà un concetto adottato più tardi dai club commerciali ispirati dal Loft. La musica suonata era estremamente variegata, ed includeva musica latina, africana, Philadelphia soul, funk. La catena audio venne progressivamente semplificata, ricercando la massima trasparenza audio, arrivando all'esclusione di strumenti come il mixer a favore di un preamplificatore Mark Levinson ML-1. 
I primi eventi del Loft vennero organizzati nel 1970 ed erano chiamati "Love Saves The Day". L'appuntamento col "The Loft" divenne però di cadenza settimanale già dal 1971. L'idea di Mancuso fu ispiratrice della nascita di alcune tra le più importanti discoteche newyorkesi degli anni settanta, come ad esempio il Paradise Garage, il The Gallery e il The Saint.
Il 19 settembre 2004 Mancuso è stato inserito nella "Dance Music Hall of Fame".
Ha continuato a diffondere lo spirito del Loft all'estero, fondando Lucky Cloud Sound System a Londra e le feste Last Note in Italia con la sua storica collaboratrice DJ Colleen "Cosmo" Murphy, e ha ispirato il club audiofilo Precious Hall a Sapporo. 
David Mancuso è morto nella sua casa di New York il 16 Novembre 2016; aveva 72 anni.

## Filmografia
- Maestro, regia di  Josell Ramos   (2003) - documentario